# Styringomyia angustipennis
Styringomyia angustipennis är en tvåvingeart som beskrevs av Alexander 1936. Styringomyia angustipennis ingår i släktet Styringomyia och familjen småharkrankar. Inga underarter finns listade i Catalogue of Life.